# مانشستر يونايتد موسم 2017–18
كان موسم 2017–18 هو الموسم السادس والعشرون لمانشستر يونايتد في الدوري الإنجليزي الممتاز والموسم الثالث والأربعين على التوالي في الدوري الإنجليزي الممتاز لكرة القدم. كان هذا الموسم هو الأول منذ موسم 2003–04 بدون قائد النادي السابق واين روني، الذي عاد إلى إيفرتون بعد 13 موسمًا مع يونايتد، تجاوز خلالها بوبي تشارلتون كأفضل هداف في تاريخ النادي. كما عاد يونايتد إلى دوري أبطال أوروبا بعد غياب موسم واحد، بعد فوزه بالدوري الأوروبي 2016–17.
حقق يونايتد أعلى مجموع نقاط وأعلى ترتيب في الدوري منذ اعتزال السير أليكس فيرغسون في عام 2013، حيث جمع 81 نقطة ليحتل المركز الثاني في الدوري الإنجليزي الممتاز. ومع ذلك، وعلى الرغم من الفوز بثلاثة كؤوس في الموسم السابق، فشل النادي في تأمين الألقاب هذه المرة، كما احتل المركز الثاني في كأس السوبر الأوروبي وكأس الاتحاد الإنجليزي. عانى يونايتد أيضًا من خروج مخيب للآمال في كل من كأس رابطة الأندية الإنجليزية المحترفة ودوري أبطال أوروبا، حيث خسر أمام بريستول سيتي وإشبيلية على التوالي بنتيجة 2–1. طوال الموسم، وعلى الرغم من وجود مجموعة كبيرة من الخيارات الهجومية وإتمام التعاقد مع أليكسيس سانشيز في يناير، تعرض المدير الفني جوزيه مورينيو لانتقادات من قبل أقسام من وسائل الإعلام وقسم من أنصار يونايتد بسبب أسلوب اللعب السلبي الملحوظ.